# 柴田勝守
柴田 勝守（しばた かつもり、生没年不詳）は、幕末の土佐藩家老。通称は備後。維新後は備と改名する。
城下定住家老・柴田勝載の嫡子。柴田家は戦国時代の武将・柴田勝家の後裔を称しており、中老職、次いで家老職を世襲するようになった。
天保14年（1843年）、おこぜ組の失脚に連座した父が隠居処分になると、その家督を継ぐ。藩政では奉行職と近習家老を代わる代わる務めた。思想としては典型的な保守的な門閥のそれであり、尊王攘夷派や公武合体派などの思想派閥の間には中立的な位置にいたとされている。家老柴田家最後の家督者として、土佐藩が解体されるまで山内家に仕えていたという。